# 征服王朝
征服王朝（せいふくおうちょう、Conquest Dynasty）とは、中国史における用語であり、漢族以外の民族によって支配された王朝を総称して、こう呼んでいる。ただし、この語をもって呼ばれるのは、遼・金・元・清の4王朝であり、五胡十六国の諸国や北朝は「浸透王朝」という用語で定義され、征服王朝とは呼ばれない。4王朝のうち中国全土を支配したのは後二者のみであり、金は北半分のみ（ただし、中国古来の中心地域である中原のほぼ全域を含む）、遼に至ってはほぼ辺境王国に近いが、中原の北端、現在の北京などを含む重要区域に食い込んで多数の漢民族を長期間支配したため同列に扱われる。

## 語源
語源は、在米ドイツ人東洋学者のウィットフォーゲルと中国科学院考古研究所の馮家昇との共著である『中国社会史・遼』（1949年）である。その説に従えば、この4王朝には、モンゴル系やツングース系の民族が漢民族を征服し、「中華帝国」の系統に属する王朝を起こしたが、少数の異質な文化を保持した民族が中国を支配した。そのため、相前後する漢民族王朝と、政治・経済・社会・文化などの諸方面において、相当な隔たりを持った性格を示していることによって、「征服王朝」という風に命名したという。
陳梧桐（中央民族大学）は、「遼・金・元・清の各王朝を建国した少数民族を外国人」と称することは不適切と指摘しており、「中国は古来より多民族国家であり、秦や漢の時代に多民族国家としての原型がみえてきた。遼・金・元・清の各王朝を築いた契丹・女真・モンゴル・満洲は、古代からこの地に居住していただけでなく、これらの民族は中原の管轄下に入ってからそれぞれの王朝を築いた。…契丹・女真・モンゴル・満洲は、漢人からは異民族とみなされているが、いずれも真の中国人である。中国の領土は、漢人と少数民族の両方によって開発され、その歴史は漢人と少数民族が共につくってきた。漢人も少数民族も、中華民族の一員として、中国の歴史の主としての地位と権利を享受している。民族平等の社会主義時代の現在、『内に中華、外に夷狄』という固定観念にとらわれて、漢人以外の少数民族を外国人とみなすことは陳腐な視点である」と批判している。

## 体制
その統治体制は、遼の北面制・南面制に見られるような複合的な統治体制であり、金・元・清も同様の多元的な政治体制をとった。この二重（多重）支配体制に対して、統治民族の本来もつ性格を残存しながらも、中国世界の統治に成功したと見る見方がある。一方では正反対に、異民族は結局のところ、圧倒的な人口的マジョリティである中国文化に同化してしまい、そのために弱体化して滅亡に至ったとする考え方もある。その二面的な考え方に対し、異質な征服民族と中華民族との文化面での接触により同化し、第三の全く新しい文化が生まれたとする見方もある。
これを社会的にみれば、北アジアの諸部族による遊牧社会・狩猟社会と、被征服社会である中国の農耕社会との複合体制、二重体制であると言える。また、文化的には、各々が民族的な意識を高揚させた結果として、契丹文字・女真文字・パスパ文字・満洲文字という国字を創生したことが特徴的である。
少数民族による中原の周期的な征服は、中国の歴史における分裂後の統一が遊牧民あるいは遊牧民化した漢人政権によって成されたという点のみならず、これらの統一が制度革新をもたらしたという点においても、中国の歴史の発展に重要な影響を及ぼしている。第一は、草原に近い北方に起源をもつ周人が、体系的な封建制度や天人観を確立し、中国文化の基本的性格をもつ周を樹立したことである。第二は、春秋時代と戦国時代によって分裂していた中国が、草原文明の特質を吸収した秦人によって統一を成したことである。秦は統一的な郡県制、あるいは皇帝制を確立し、その後の2000年にわたる中国の歴史の基礎を決定づけた。第三は、魏晋南北朝による数百年の中国分裂を統一した隋と唐は、鮮卑の二元構造を継承し、鮮卑の二元構造をもつ統一帝国をつくりあげた。唐初期の二元性の特徴は「府兵制」にあらわれており、府兵制の起源は鮮卑の部落兵制にある。府兵制では鮮卑の男性が軍人になると、家族全員が賦役を免除される。一方、漢人は農業を営み、兵士を養うために税金を納めた。府兵制は、部落兵制の色彩を帯びており、軍人の地位は高く、特権・名誉・昇進があり、故に軍隊は非常に強力だった。唐は府兵制に依拠して、唐皇帝が中原と草原の共通の主になるという、中国の歴史でかつてない「天可汗」体制を樹立した。その後、府兵制を放棄、募兵をはじめたことは、軍人になるのは糧を得るための目的となり、軍人の地位は日増しに低下した。「役使は奴隷のようで、長安人は恥じている」として、軍人は奴隷のようであり、尊敬できない存在とみなされるようになり、軍人は名誉を失い、戦力は急速に低下した。唐はやむを得ず安禄山のような少数民族の傭兵を使いはじめたが、結局、安史の乱が勃発し、藩鎮の割拠につながった。二元構造を開拓したこととは別に、唐代における注目される制度は、中国の歴史における統一王朝のなかでも特異な制度である、国家が国民に田や荒地を給付するという「均田制」である。均田制は鮮卑に起源をもつ制度であり、北魏が創始し、隋・唐に継承された。北魏が均田制を実施したのは、草原の伝統だからであり、草原の民は、牧草地を共同で所有する慣習がある。唐長孺と王仲犖は、均田制は封建制度以前の鮮卑の共同体制度に由来すると推測しており、北魏における均田制実施の基礎となったのは、鮮卑拓跋の遊牧時代の経済体制と、牧草地の共同所有概念にあるとみている。したがって、中国の歴史における少数民族の漢化だけに注意を払うのではなく、中原文化と制度が草原の伝統の影響を受けている面にも注意しなければならない。
他に異民族が征服した王朝の例は、インドでは中央アジアのムスリム部族によるヒンドゥスターン征服（デリー・スルターン朝・ムガル帝国）、メソポタミアではシュメール王名表のグティ王朝、古代エジプトではリビュア王朝とクシュ朝やアルバニア人によるエジプト王国（ムハンマド・アリー朝）も挙げられる。